# 笠間しろう
笠間 しろう（かさま しろう、1937年 - ）は福岡県出身の漫画家、官能劇画家、挿絵画家で、SM雑誌の挿絵画家として知られている。

## 概要
1958年に雑誌・土曜漫画にて漫画家としてデビューし、その後漫画天国、漫画アクションなど成人誌において人気を得る。1970年頃から団鬼六と知己を得て、SM雑誌の挿絵を執筆するとともに官能劇画を発表、この頃『花と蛇』の劇画化を行う。
肉感的な女性を哀感たっぷりに描く作風で人気があり、近年、昭和の官能劇画を代表する一人として、作品集が多数、刊行されている。また、ハウツー本や新聞小説の挿絵なども手がけているが、そちらはスマートな画風で仕上られている。
2001年には、スピッツのシングル『夢追い虫』のジャケットイラストを手がけている。

## 主な単行本
- 抱きしめたい女ベビイ 1990年10月 リイド社刊 ISBN 4845806770
- スーパーレディ魔子 1998年5月 太田出版刊 ISBN 4872333845
- 恥辱の刻印 （官能劇画大全１） 1999年5月 ソフトマジック刊 ISBN 4883790290
- 淫猥妻の性痴獄 1999年12月 笠倉出版社刊 ISBN 4773005947
- 悦虐の縄 笠間しろう70年代傑作集 2001年2月 ソフトマジック刊 ISBN 4921181160
- 愛縄物語 縄糸絵師オムニバス作品集 （改訂版官能劇画大全 昭和の浮世絵12）2006年3月 マガジン・ファイブ刊  ISBN 443407668X
- 女盛り拷問秘帖 - オムニバス・エロチカ時代劇 （改訂版官能劇画大全 昭和の浮世絵15）2006年8月 マガジン・ファイブ刊 ISBN 4434080458